# Castro Alves (ort)
Castro Alves är en ort i Brasilien.   Den ligger i kommunen Castro Alves och delstaten Bahia, i den östra delen av landet, 1 000 km öster om huvudstaden Brasília. Castro Alves ligger 255 meter över havet och antalet invånare är 13 868.
Terrängen runt Castro Alves är platt åt nordost, men åt sydväst är den kuperad. Det finns inga andra samhällen i närheten.
Omgivningarna runt Castro Alves är en mosaik av jordbruksmark och naturlig växtlighet. Runt Castro Alves är det glesbefolkat, med 19 invånare per kvadratkilometer.